# UnixWare
UnixWare — POSIX-сумісна операційна система, розробляється з початку 1990-х років компанією Novell на основі UNIX System V, яка в свою чергу була розроблена UNIX Systems Laboratories. У 1995 році Novell продала права на наявні ліцензії і подальшу розробку UnixWare компанії Santa Cruz Operation.
Система підтримує багатонитковість, реалізацією витискальної багатозадачності і портована на декілька платформ.
У SCO UnixWare використовується файлова система VxFS, розроблена компанією Veritas Technologies.
UnixWare 7.1 поширюється в 7 варіантах різної комплектації:
- Base
- Business
- Datacenter
- Department
- Enterprise
- Free unix

Видання «Free unix» є shareware і може використовуватися протягом 60 днів.

## Історія

### Univel (1991–1993)
Після випуску Unix SVR4, що мала на меті об'єднання функціональності систем SunOS і System V, підрозділ Unix System Laboratories (USL) компанії AT&T сформував партнерство з Novell, що отримало назву Univel, і метою якого був розвиток версії Unix для настільних комп'ютерів (кодова назва проекту — «Destiny»).
Система Destiny базувалася на основі ядра Unix System V release 4.2. Для віконної системи використовувалася бібліотека MoOLIT; користувач міг обирати між оформленнями  OPEN LOOK або Motif під час роботи ОС (тобто, без перезавантаження).
Було також обрано нову файлову систему, а саме журнальовану VxFS від компанії Veritas Technologies — стандартна реалізація файлової системи UFS у SVR4 була досить нестійкою до помилок і збоїв.
Мережні засоби включали стандартний стек TCP/IP, а також ПЗ для взаємодії з протоколами IPX/SPX, стандартними для Novell NetWare.
Проект Destiny зрештою був випущений у 1992 році під назвою UnixWare 1.0, а головною метою ставилася уніфікація фрагментованого ринку Unix для ПК. Система з'явилася раніше за Windows NT від Microsoft, але спостерігачі[які?] відзначали, що UnixWare — це «лише ще один варіант Unix», а участь Novell була лише маркетинговим ходом, а не серйозною розробкою чи вдосконаленням технології.
Операційна система існувала у двох варіантах: Personal Edition, яка містила лише підтримку IPX, але без TCP/IP, і Advanced Server, де був присутній стек TCP/IP і деяке серверне програмне забезпечення. У персональній редакції кількість користувачів була обмежена до двох (редакція для серверів не мала таких обмежень). Було продано близько 35000 копій UnixWare 1.0.
У 1993 році Novell придбала USL у AT&T і об'єднала USL і Univel у новий підрозділ Unix Systems Group.

## Caldera і SCO Group (2000-2011)
2 серпня 2000 року[джерело?] фірма SCO оголосила про продаж відділення серверного програмного забезпечення і послуг (англ. Software and Services) компанії Caldera Systems. Разом з цим до Caldera передавалися і права на ОС OpenServer і UnixWare.
У березні 2001 року Caldera Systems змінила назву на Caldera International і у травні завершила процедуру купівлі SCO.[джерело?]
Підрозділ SCO, що залишився (Tarantella Division), виокремився у фірму Tarantella, Inc..
Caldera International перейменувала UnixWare і назвала новий продукт OpenUNIX 8. Даний реліз став тим, що SCO планувала випустити як UnixWare 7.1.2.
У серпні 2002 року Caldera International перейменувалася на The SCO Group. Ця фірма повернулася до бренду UnixWare і до попереднього нумерування версій, і випустила 
UnixWare 7.1.3 і 7.1.4.
SCO Group продовжила підтримку UnixWare і випуск періодичних оновлень.
Між 2007 і 2011 роками SCO Group втяглася у правову і патентну боротьбу з IBM, і також у вересні 2007 року The SCO Group подала заяву про захист від кредиторів за 11-ю главою Кодексу США про банкрутство.
11 квітня 2011 року відбулася купівля активів The SCO Group (включно з інтелектуальною власністю) компанією UnXis.
Це сталося після того, як суд у Делавері підтвердив банкрутство SCO.
SCO Group Inc. у підсумку перейменувалася на TSG Group, Inc., а відділ SCO Operations став називатися TSG Operations, Inc., і у серпні 2012 подала заявку про зміну глави банкрутства з 11-ї на 7-му.

### UnXis і Xinuos (2011 – донині)
2011-го року права на операційні системи Unixware і OpenServer викуплені компанією UnXis.
У червні 2013 року UnXis перейменувалася на Xinuos і оголосила про доступність SCO UnixWare версії 7.1.4+, з підтримкою запуску у віртуальних машинах.